# Секусіджу (комуна)
Секусіджу (рум. Secusigiu) — комуна у повіті Арад в Румунії. До складу комуни входять такі села (дані про населення за 2002 рік):
- Мунар (502 особи)
- Сату-Маре (1024 особи)
- Секусіджу (2212 осіб) — адміністративний центр комуни
- Синпетру-Джерман (2100 осіб)

Комуна розташована на відстані 440 км на північний захід від Бухареста, 27 км на захід від Арада, 41 км на північний захід від Тімішоари.

## Населення
За даними перепису населення 2002 року у комуні проживали 5838 осіб.
Національний склад населення комуни:
| Національність | Кількість осіб | Відсоток |
| -------------- | -------------- | -------- |
| румуни         | 4811           | 82,4%    |
| угорці         | 411            | 7,0%     |
| цигани         | 290            | 5,0%     |
| серби          | 213            | 3,6%     |
| німці          | 82             | 1,4%     |
| українці       | 13             | 0,2%     |
| словаки        | 12             | 0,2%     |
| італійці       | 3              | 0,1%     |
| болгари        | 2              | < 0,1%   |
| хорвати        | 1              | < 0,1%   |

Рідною мовою назвали:
| Мова       | Кількість осіб | Відсоток |
| ---------- | -------------- | -------- |
| румунська  | 5080           | 87,0%    |
| угорська   | 406            | 7,0%     |
| сербська   | 213            | 3,6%     |
| німецька   | 80             | 1,4%     |
| циганська  | 30             | 0,5%     |
| українська | 13             | 0,2%     |
| словацька  | 12             | 0,2%     |
| болгарська | 2              | < 0,1%   |
| італійська | 2              | < 0,1%   |

Склад населення комуни за віросповіданням:
| Релігія                                       | Кількість осіб | Відсоток |
| --------------------------------------------- | -------------- | -------- |
| православні                                   | 4784           | 81,9%    |
| римо-католики                                 | 547            | 9,4%     |
| п'ятдесятники                                 | 324            | 5,5%     |
| адвентисти                                    | 55             | 0,9%     |
| реформати                                     | 39             | 0,7%     |
| греко-католики                                | 26             | 0,4%     |
| баптисти                                      | 18             | 0,3%     |
| бретрени                                      | 15             | 0,3%     |
| лютерани (Синодально-пресвітеріанська церква) | 4              | 0,1%     |
| лютерани (Аугсбурзького сповідання)           | 2              | < 0,1%   |
| мусульмани                                    | 1              | < 0,1%   |
| лютерани                                      | 1              | < 0,1%   |
| атеїсти                                       | 1              | < 0,1%   |
| не вказали релігію                            | 1              | < 0,1%   |